# Jacques Guittet
Jacques „Jack“ Guittet (* 12. Januar 1930 in Casablanca, Französisches Protektorat Marokko; † 16. Januar 2025 in Mignaloux-Beauvoir, Département Vienne) war ein französischer Fechter.

## Erfolge
Jacques Guittet wurde 1961 in Turin im Degen-Einzel Weltmeister. Mit der Degen-Mannschaft gewann er zudem 1962 in Buenos Aires und 1965 in Paris den Titel, so auch mit der Florett-Mannschaft 1958 in Philadelphia. Im Mannschaftswettbewerb mit dem Degen sicherte er sich 1961 in Turin und 1963 in Danzig Silber sowie 1958 in Philadelphia und 1959 in Budapest Bronze.
Zweimal nahm er an Olympischen Spielen teil und trat dabei stets nur in den Degenkonkurrenzen an: 1960 belegte er in Rom mit der Mannschaft Rang neun, während er im Einzel in der Viertelfinalrunde ausschied. Bei den Olympischen Spielen 1964 in Tokio erreichte er mit der französischen Equipe das Gefecht um den dritten Platz, in dem Schweden nach einem 8:8-Unentschieden aufgrund des mit 64:59 besseren Trefferverhältnisses mit 9:6 besiegt wurde. Gemeinsam mit Claude Bourquard, Claude Brodin, Jacques Brodin und Yves Dreyfus erhielt Guittet somit die Bronzemedaille. Die Einzelkonkurrenz schloss er auf dem neunten Rang ab.
Guittet war mit Françoise Gouny verheiratet, die ebenfalls olympische Fechterin war. Er erhielt im Januar 1960 das Ritterkreuz des Orden für Verdienste um das Sportwesen.
Jack Guittet starb am 16. Januar 2025 kurz nach seinem 95. Geburtstag in Mignaloux-Beauvoir.